# Coupe de France féminine de basket-ball 2016-2017
Navigation
2015-2016 2017-2018
La Coupe de France féminine de basket-ball 2016-2017 est la 40e édition de la Coupe de France, également dénommée Trophée Joë Jaunay, en hommage à Joë Jaunay, basketteur international français décédé en 1993. Elle oppose trente équipes professionnelles et amatrices françaises sous forme d'un tournoi à élimination directe. La compétition se déroule du 1er octobre 2016 au 22 avril 2017, date de la finale à l'AccorHotels Arena dans le cadre des Finales 2017 des Coupes de France, organisées chaque année par la FFBB.
Bourges succède à Lattes-Montpellier et remporte pour la neuvième fois de son histoire la compétition en dominant Charleville-Mézières en finale.

## Calendrier
| Tour | Nom                          | Dates                    | Participants | Vainqueurs |
| 1 | 32e de finale                | Samedi 1er octobre 2016  | 14           | 7          |
| Entrée en lice du premier de Ligue 2 2015-2016, du Centre fédéral (LF2) et des onze dernières équipes de la saison 2015-2016 de LFB. |                              |                          |              |            |
| 2 | 16e de finale                | 21 et 22 octobre 2016    | 20           | 10         |
| 3 | 8e de finale                 | Du 2 au 4 février 2017   | 10           | 5          |
| Entrée en lice des 3 participants à Euroligue féminine 2016-2017                                                                     |                              |                          |              |            |
| 4 | Quarts de finale             | Mercredi 15 février 2017 | 8            | 4          |
| 5 | Demi-finales                 | Samedi 1er mars 2017     | 4            | 2          |
| 6 | Finale à l'AccorHotels Arena | Samedi 22 avril 2017     | 2            | 1          |

## Résultats

### Trente-deuxièmes de finale
Quatorze équipes participent aux trente-deuxièmes de finale. Le tirage au sort des 32e de finale est effectué le 20 juillet 2015 par Jean-Pierre Hunckler, premier vice-président de la FFBB.
| Chapeau A | Chapeau B |
| --- | --- |
| Roche Vendée (LF2) Aulnoye-Aymeries (LF2) Landerneau (LF2) Reims (LF2) Illkirch-Graffenstaden (LF2) Dunkerque-Malo (LF2) Sannois Saint-Gratien (NF1) Atlantique Rochelais (NF1) | Chartres (LF2) Limoges (LF2) Roannais (LF2) Montbrison (LF2) Le Creusot/Chalon-sur-Saône (NF2) Martigues Sports (NF2) |

| Date             | Club (division)                   | Résultat | Club (division)              |
| ---------------- | --------------------------------- | -------- | ---------------------------- |
| 1er octobre 2016 | Sannois Saint-Gratien (NF1)       | 60 - 81  | Aulnoye-Aymeries (LF2)       |
| 1er octobre 2016 | Atlantique Rochelais (NF1)        | 65 - 62  | Roche Vendée (LF2)           |
| 1er octobre 2016 | Reims (LF2)                       | 56 - 54  | Illkirch-Graffenstaden (LF2) |
| 1er octobre 2016 | Dunkerque-Malo (LF2)              | 55 - 54  | Landerneau (LF2)             |
| 1er octobre 2016 | Martigues Sports (NF2)            | 46 - 72  | Chartres (LF2)               |
| 1er octobre 2016 | Le Creusot/Chalon-sur-Saône (NF2) | 49 - 81  | Montbrison (LF2)             |
| 1er octobre 2016 | Roannais (LF2)                    | 68 - 64  | Limoges (LF2)                |

### Seizièmes de finale
Vingt équipes participent aux seizièmes de finale : les sept équipes qualifiées au tour précédent, neuf équipes de LFB et quatre équipes de LF2.
| Équipes de LFB et de LF2 directement qualifiées pour les 16e de finale | Équipes de LFB et de LF2 directement qualifiées pour les 16e de finale                                                           |
| --- | --- |
| FCB Charleville-Mézières (LFB) Nantes-Rezé Basket 44 (LFB) USO Mondeville (LFB) Saint-Amand Hainaut Basket (LFB) Arras Pays d’Artois BF (LF2) COB Calais (LF2) Centre fédéral (LF2) | Cavigal Nice Basket 06 (LFB) Basket Landes (LFB) Lyon BF (LFB) UFAB Angers 49 (LFB) Tarbes (LFB) Toulouse Métropole Basket (LF2) |

| Date            | Club (division)            | Résultat | Club (division)            |
| --------------- | -------------------------- | -------- | -------------------------- |
| 21 octobre 2016 | Roannais (LF2)             | 41 - 67  | Basket Landes (LFB)        |
| 22 octobre 2016 | COB Calais (LF2)           | 52 - 75  | Angers 49 (LFB)            |
| 22 octobre 2016 | Dunkerque-Malo (LF2)       | 38 - 74  | Flammes Carolo (LFB)       |
| 22 octobre 2016 | Reims Basket (LF2)         | 59 - 61  | Saint-Amand Hainaut (LFB)  |
| 22 octobre 2016 | Avenir Chartres (LF2)      | 70 - 74  | Nantes Rezé (LFB)          |
| 22 octobre 2016 | Arras (LF2)                | 50 - 59  | USO Mondeville (LFB)       |
| 22 octobre 2016 | AS Aulnoye-Aymeries (LF2)  | 65 - 55  | Centre fédéral (LF2)       |
| 22 octobre 2016 | Atlantique Rochelais (NF1) | 52 - 81  | Tarbes Gespe Bigorre (LFB) |
| 22 octobre 2016 | Toulouse Métropole (LF2)   | 67 - 74  | Cavigal Nice (LFB)         |
| 22 octobre 2016 | Montbrison (LF2)           | 67 - 76  | Lyon Basket (LFB)          |

### Tableau final
| Équipes de LFB directement qualifiées pour les quarts de finale |
| --------------------------------------------------------------- |
| Villeneuve-d’Ascq (LFB) Bourges (LFB) Lattes-Montpellier (LFB)  |

|  | Huitièmes de finale | Huitièmes de finale   | Huitièmes de finale | Huitièmes de finale   |                 |                | Quarts de finale | Quarts de finale | Quarts de finale | Quarts de finale |  |  | Demi-finales  | Demi-finales  | Demi-finales  | Demi-finales  |  |  | Finale                              | Finale                              | Finale                              | Finale                              |
|  |                     |                       |                     |                       |                 |                |                  |                  |                  |                  |  |  |               |               |               |               |  |  |                                     |                                     |                                     |                                     |
|  | 10 janvier 2017     | 10 janvier 2017       | 10 janvier 2017     | 10 janvier 2017       |                 |                | 2 février 2017   | 2 février 2017   | 2 février 2017   | 2 février 2017   |  |  | 1er mars 2017 | 1er mars 2017 | 1er mars 2017 | 1er mars 2017 |  |  | 22 avril 2017 à l'AccorHotels Arena | 22 avril 2017 à l'AccorHotels Arena | 22 avril 2017 à l'AccorHotels Arena | 22 avril 2017 à l'AccorHotels Arena |
|  | LF                  | Angers 49             | 57                  | 57                    |                 |                | 2 février 2017   | 2 février 2017   | 2 février 2017   | 2 février 2017   |  |  | 1er mars 2017 | 1er mars 2017 | 1er mars 2017 | 1er mars 2017 |  |  | 22 avril 2017 à l'AccorHotels Arena | 22 avril 2017 à l'AccorHotels Arena | 22 avril 2017 à l'AccorHotels Arena | 22 avril 2017 à l'AccorHotels Arena |
|  | LF                  | Angers 49             | 57                  | 57                    |                 |                | 2 février 2017   | 2 février 2017   | 2 février 2017   | 2 février 2017   |  |  | 1er mars 2017 | 1er mars 2017 | 1er mars 2017 | 1er mars 2017 |  |  | 22 avril 2017 à l'AccorHotels Arena | 22 avril 2017 à l'AccorHotels Arena | 22 avril 2017 à l'AccorHotels Arena | 22 avril 2017 à l'AccorHotels Arena |
|  | LF                  | Cavigal Nice          | 52                  | 52                    |                 |                | 2 février 2017   | 2 février 2017   | 2 février 2017   | 2 février 2017   |  |  | 1er mars 2017 | 1er mars 2017 | 1er mars 2017 | 1er mars 2017 |  |  | 22 avril 2017 à l'AccorHotels Arena | 22 avril 2017 à l'AccorHotels Arena | 22 avril 2017 à l'AccorHotels Arena | 22 avril 2017 à l'AccorHotels Arena |
|  | LF                  | Cavigal Nice          | 52                  | 52                    | LF              | Angers 49      | 77               | 77               |                  |                  |  |  | 1er mars 2017 | 1er mars 2017 | 1er mars 2017 | 1er mars 2017 |  |  | 22 avril 2017 à l'AccorHotels Arena | 22 avril 2017 à l'AccorHotels Arena | 22 avril 2017 à l'AccorHotels Arena | 22 avril 2017 à l'AccorHotels Arena |
|  | 11 janvier 2017     |                       |                     |                       | LF              | Angers 49      | 77               | 77               |                  |                  |  |  | 1er mars 2017 | 1er mars 2017 | 1er mars 2017 | 1er mars 2017 |  |  | 22 avril 2017 à l'AccorHotels Arena | 22 avril 2017 à l'AccorHotels Arena | 22 avril 2017 à l'AccorHotels Arena | 22 avril 2017 à l'AccorHotels Arena |
|  |                     |                       | LF                  | Lyon Basket           | 80              | 80             |                  |                  |                  |                  |  |  | 1er mars 2017 | 1er mars 2017 | 1er mars 2017 | 1er mars 2017 |  |  | 22 avril 2017 à l'AccorHotels Arena | 22 avril 2017 à l'AccorHotels Arena | 22 avril 2017 à l'AccorHotels Arena | 22 avril 2017 à l'AccorHotels Arena |
|  | LF                  | Lyon Basket           | LF                  | Lyon Basket           | 80              | 80             | 65               | 65               |                  |                  |  |  | 1er mars 2017 | 1er mars 2017 | 1er mars 2017 | 1er mars 2017 |  |  | 22 avril 2017 à l'AccorHotels Arena | 22 avril 2017 à l'AccorHotels Arena | 22 avril 2017 à l'AccorHotels Arena | 22 avril 2017 à l'AccorHotels Arena |
|  | LF                  | Lyon Basket           | 4 février 2017      |                       |                 |                | 65               | 65               |                  |                  |  |  | 1er mars 2017 | 1er mars 2017 | 1er mars 2017 | 1er mars 2017 |  |  | 22 avril 2017 à l'AccorHotels Arena | 22 avril 2017 à l'AccorHotels Arena | 22 avril 2017 à l'AccorHotels Arena | 22 avril 2017 à l'AccorHotels Arena |
|  | LF                  | Saint-Amand Hainaut   | 62                  | 62                    |                 |                |                  |                  |                  |                  |  |  | 1er mars 2017 | 1er mars 2017 | 1er mars 2017 | 1er mars 2017 |  |  | 22 avril 2017 à l'AccorHotels Arena | 22 avril 2017 à l'AccorHotels Arena | 22 avril 2017 à l'AccorHotels Arena | 22 avril 2017 à l'AccorHotels Arena |
|  | LF                  | Saint-Amand Hainaut   | 62                  | 62                    | LF              | Lyon Basket    | 53               | 53               |                  |                  |  |  |               |               |               |               |  |  | 22 avril 2017 à l'AccorHotels Arena | 22 avril 2017 à l'AccorHotels Arena | 22 avril 2017 à l'AccorHotels Arena | 22 avril 2017 à l'AccorHotels Arena |
|  | 11 janvier 2017     |                       |                     |                       | LF              | Lyon Basket    | 53               | 53               |                  |                  |  |  |               |               |               |               |  |  | 22 avril 2017 à l'AccorHotels Arena | 22 avril 2017 à l'AccorHotels Arena | 22 avril 2017 à l'AccorHotels Arena | 22 avril 2017 à l'AccorHotels Arena |
|  |                     |                       | LF                  | Flammes Carolo        | 78              | 78             |                  |                  |                  |                  |  |  |               |               |               |               |  |  | 22 avril 2017 à l'AccorHotels Arena | 22 avril 2017 à l'AccorHotels Arena | 22 avril 2017 à l'AccorHotels Arena | 22 avril 2017 à l'AccorHotels Arena |
|  | L2                  | AS Aulnoye-Aymeries   | LF                  | Flammes Carolo        | 78              | 78             | 42               | 42               |                  |                  |  |  |               |               |               |               |  |  | 22 avril 2017 à l'AccorHotels Arena | 22 avril 2017 à l'AccorHotels Arena | 22 avril 2017 à l'AccorHotels Arena | 22 avril 2017 à l'AccorHotels Arena |
|  | L2                  | AS Aulnoye-Aymeries   | 1er mars 2017       |                       |                 |                | 42               | 42               |                  |                  |  |  |               |               |               |               |  |  | 22 avril 2017 à l'AccorHotels Arena | 22 avril 2017 à l'AccorHotels Arena | 22 avril 2017 à l'AccorHotels Arena | 22 avril 2017 à l'AccorHotels Arena |
|  | LF                  | Flammes Carolo        | 80                  | 80                    |                 |                |                  |                  |                  |                  |  |  |               |               |               |               |  |  | 22 avril 2017 à l'AccorHotels Arena | 22 avril 2017 à l'AccorHotels Arena | 22 avril 2017 à l'AccorHotels Arena | 22 avril 2017 à l'AccorHotels Arena |
|  | LF                  | Flammes Carolo        | 80                  | 80                    | LF              | Flammes Carolo | 68               | 68               |                  |                  |  |  |               |               |               |               |  |  | 22 avril 2017 à l'AccorHotels Arena | 22 avril 2017 à l'AccorHotels Arena | 22 avril 2017 à l'AccorHotels Arena | 22 avril 2017 à l'AccorHotels Arena |
|  |                     |                       |                     |                       | LF              | Flammes Carolo | 68               | 68               |                  |                  |  |  |               |               |               |               |  |  | 22 avril 2017 à l'AccorHotels Arena | 22 avril 2017 à l'AccorHotels Arena | 22 avril 2017 à l'AccorHotels Arena | 22 avril 2017 à l'AccorHotels Arena |
|  |                     |                       | LF                  | Lattes-Montpellier    | 64              | 64             |                  |                  |                  |                  |  |  |               |               |               |               |  |  | 22 avril 2017 à l'AccorHotels Arena | 22 avril 2017 à l'AccorHotels Arena | 22 avril 2017 à l'AccorHotels Arena | 22 avril 2017 à l'AccorHotels Arena |
|  |                     |                       |                     |                       | 64              | 64             |                  |                  |                  |                  |  |  |               |               |               |               |  |  | 22 avril 2017 à l'AccorHotels Arena | 22 avril 2017 à l'AccorHotels Arena | 22 avril 2017 à l'AccorHotels Arena | 22 avril 2017 à l'AccorHotels Arena |
|  |                     | 4 février 2017        |                     |                       |                 |                |                  |                  |                  |                  |  |  |               |               |               |               |  |  | 22 avril 2017 à l'AccorHotels Arena | 22 avril 2017 à l'AccorHotels Arena | 22 avril 2017 à l'AccorHotels Arena | 22 avril 2017 à l'AccorHotels Arena |
|  |                     |                       |                     |                       |                 |                |                  |                  |                  |                  |  |  |               |               |               |               |  |  | 22 avril 2017 à l'AccorHotels Arena | 22 avril 2017 à l'AccorHotels Arena | 22 avril 2017 à l'AccorHotels Arena | 22 avril 2017 à l'AccorHotels Arena |
|  | LF                  | Flammes Carolo        | 65                  | 65                    |                 |                |                  |                  |                  |                  |  |  |               |               |               |               |  |  |                                     |                                     |                                     |                                     |
|  | LF                  | Flammes Carolo        | 65                  | 65                    | 11 janvier 2017 |                |                  |                  |                  |                  |  |  |               |               |               |               |  |  |                                     |                                     |                                     |                                     |
|  |                     |                       | LF                  | Tango Bourges         | 75              | 75             |                  |                  |                  |                  |  |  |               |               |               |               |  |  |                                     |                                     |                                     |                                     |
|  | LF                  | Tarbes Gespe Bigorre  | LF                  | Tango Bourges         | 75              | 75             | 63               | 63               |                  |                  |  |  |               |               |               |               |  |  |                                     |                                     |                                     |                                     |
|  | LF                  | Tarbes Gespe Bigorre  |                     |                       |                 |                |                  | 63               |                  |                  |  |  |               |               |               |               |  |  |                                     |                                     |                                     |                                     |
|  | LF                  | Basket Landes         | 72                  | 72                    |                 |                |                  |                  |                  |                  |  |  |               |               |               |               |  |  |                                     |                                     |                                     |                                     |
|  | LF                  | Basket Landes         | 72                  | 72                    | LF              | Basket Landes  | 84               | 84               |                  |                  |  |  |               |               |               |               |  |  |                                     |                                     |                                     |                                     |
|  |                     |                       |                     |                       | LF              | Basket Landes  | 84               | 84               |                  |                  |  |  |               |               |               |               |  |  |                                     |                                     |                                     |                                     |
|  |                     |                       | LF                  | ESB Villeneuve-d'Ascq | 85              | 85             |                  |                  |                  |                  |  |  |               |               |               |               |  |  |                                     |                                     |                                     |                                     |
|  |                     |                       |                     |                       | 85              | 85             |                  |                  |                  |                  |  |  |               |               |               |               |  |  |                                     |                                     |                                     |                                     |
|  |                     | 4 février 2017        |                     |                       |                 |                |                  |                  |                  |                  |  |  |               |               |               |               |  |  |                                     |                                     |                                     |                                     |
|  |                     |                       |                     |                       |                 |                |                  |                  |                  |                  |  |  |               |               |               |               |  |  |                                     |                                     |                                     |                                     |
|  | LF                  | ESB Villeneuve-d'Ascq | 62                  | 62                    |                 |                |                  |                  |                  |                  |  |  |               |               |               |               |  |  |                                     |                                     |                                     |                                     |
|  | LF                  | ESB Villeneuve-d'Ascq | 62                  | 62                    |                 |                |                  |                  |                  |                  |  |  |               |               |               |               |  |  |                                     |                                     |                                     |                                     |
|  |                     |                       | LF                  | Tango Bourges         | 75              | 75             |                  |                  |                  |                  |  |  |               |               |               |               |  |  |                                     |                                     |                                     |                                     |
|  |                     |                       |                     |                       | 75              | 75             |                  |                  |                  |                  |  |  |               |               |               |               |  |  |                                     |                                     |                                     |                                     |
|  |                     |                       |                     |                       |                 |                |                  |                  |                  |                  |  |  |               |               |               |               |  |  |                                     |                                     |                                     |                                     |
|  |                     |                       |                     |                       |                 |                |                  |                  |                  |                  |  |  |               |               |               |               |  |  |                                     |                                     |                                     |                                     |
|  | LF                  | Tango Bourges         | 75                  | 75                    |                 |                |                  |                  |                  |                  |  |  |               |               |               |               |  |  |                                     |                                     |                                     |                                     |
|  | LF                  | Tango Bourges         | 75                  | 75                    | 11 janvier 2017 |                |                  |                  |                  |                  |  |  |               |               |               |               |  |  |                                     |                                     |                                     |                                     |
|  |                     |                       | LF                  | USO Mondeville        | 52              | 52             |                  |                  |                  |                  |  |  |               |               |               |               |  |  |                                     |                                     |                                     |                                     |
|  | LF                  | USO Mondeville        | LF                  | USO Mondeville        | 52              | 52             | 78               | 78               |                  |                  |  |  |               |               |               |               |  |  |                                     |                                     |                                     |                                     |
|  | LF                  | USO Mondeville        |                     |                       |                 |                |                  | 78               |                  |                  |  |  |               |               |               |               |  |  |                                     |                                     |                                     |                                     |
|  | LF                  | Nantes Rezé           | 76                  | 76                    |                 |                |                  |                  |                  |                  |  |  |               |               |               |               |  |  |                                     |                                     |                                     |                                     |
|  | LF                  | Nantes Rezé           | 76                  | 76                    |                 |                |                  |                  |                  |                  |  |  |               |               |               |               |  |  |                                     |                                     |                                     |                                     |
|  |                     |                       |                     |                       |                 |                |                  |                  |                  |                  |  |  |               |               |               |               |  |  |                                     |                                     |                                     |                                     |

### Finale
| 22 avril 2017 17 h 00 CEST | Stats | Flammes Carolo                                                           | 65-75                               | Tango Bourges                                                                          |  | AccorHotels Arena, Paris 12e Affluence : 15 207 Arbitres : Carole Delaune Marion Ortis Aurélie Vidot |
| 22 avril 2017 17 h 00 CEST | Stats | Score par quart-temps : 16-22, 10-25, 21-16, 18-12                       |                                     |                                                                                        |  | AccorHotels Arena, Paris 12e Affluence : 15 207 Arbitres : Carole Delaune Marion Ortis Aurélie Vidot |
| 22 avril 2017 17 h 00 CEST | Stats | Score par mi-temps : 26-47, 39-28                                        |                                     |                                                                                        |  | AccorHotels Arena, Paris 12e Affluence : 15 207 Arbitres : Carole Delaune Marion Ortis Aurélie Vidot |
| 22 avril 2017 17 h 00 CEST | Stats | Kim Mestdagh, 20 Minte, Berejynska, 6 Amel Bouderra, 11 Kim Mestdagh, 25 | Points Rebonds Passes d. Évaluation | Clarissa dos Santos, 26 Kayla Alexander, 7 Ingrid Tanqueray, 5 Clarissa dos Santos, 30 |  | AccorHotels Arena, Paris 12e Affluence : 15 207 Arbitres : Carole Delaune Marion Ortis Aurélie Vidot |

### Vainqueur
| Vainqueur de la Coupe de France 2016-2017 Tango Bourges Basket 9e victoire |

## Bilan par divisions
| Division         | Engagés | Qualifiés en  | Qualifiés en | Qualifiés en    | Qualifiés en | Qualifiés en | Qualifiés en |
| Division         | Engagés | 16e de finale | 8e de finale | Quart de finale | Demi-finale  | Finale       | Vainqueur    |
| Ligue féminine   | 12      | 12            | 9            | 8               | 4            | 2            | 1            |
| Ligue féminine 2 | 14      | 9             | 1            | -               | -            | -            | -            |
| NF1              | 2       | 1             | -            | -               | -            | -            | -            |
| NF2              | 2       | 0             | -            | -               | -            | -            | -            |
| NF3              | -       | -             | -            | -               | -            | -            | -            |